# 1,2-二噁英
1,2-二噁英（英語：1,2-Dioxin）是一種杂环有机反芳香性化合物，化学式為C4H4O2。它是1,4-二噁英的同分异构体。 
由於它類似於过氧化物的性質，1,2-二噁英非常不穩定，仍未分離。根據計算，它會快速異構化成2-丁烯二醛。有取代基的衍生物也非常不穩定，例如1,4-二苯基-2,3-苯並二噁英。1990年，3,6-二(對甲苯基)-1,2-二噁英被誤認為是第一個穩定的衍生物，之後表明初始化合物不是1,2-二噁英的衍生物，而是一個熱力學上更穩定的二酮。

同分異構體1,2-二噁英（左）和1,4-二噁英（右）
不穩定的1,4-二苯基-2,3-苯並二噁英的結構
二噁英（1）和二酮形式（2）